# Edmond Demolins
Edmond Demolins (* 1852 in Marseille; † 1907 in Caen) gründete die Zeitschrift Science Sociale und die französische Version des britischen Landerziehungsheims Abbotsholme und des 1893 von Badley gegründeten Bedales: die École des Roches in Verneuil-sur-Avre (heute: Verneuil d’Avre et d’Iton, Eure) in der Normandie. Sie besteht bis heute als elitäres Internat.
Demolins besuchte Abbotsholme und kopierte vieles. Auch er sah im Internat vor allem eine elitäre Bildung vor. Er veröffentlichte zwei vielbeachtete Bücher: A quoi tient la supériorité des Anglo-Saxons? (Paris 1897) und L’Education nouvelle. Seine Reformen begründete er auch mit der Überlegenheit der englischen Schulen als Mittel im Kampf der Völker, denen in Frankreich etwas Gleichwertiges gegenübergestellt werden müsse. Die Bücher wurden in viele europäische Sprachen sowie ins Arabische übersetzt und fanden große Beachtung. In England kam es sogar zu einem kritischen Überdenken der ersten Reformphase.

## Schriften
- Histoire de France, depuis les premiers temps jusqu'à nos jours d'après les sources et les travaux récents, Bd. 1, Les Origines. Paris 1879
- Histoire de France, depuis les premiers temps jusqu'à nos jours d'après les sources et les travaux récents, Bd. 2, La Monarchie féodale. Paris 1879
- Histoire de France, depuis les premiers temps jusqu'à nos jours d'après les sources et les travaux récents, Bd. 3, La Monarchie moderne. Paris 1880
- Histoire de France, depuis les premiers temps jusqu'à nos jours d'après les sources et les travaux récents, Bd. 4, La Révolution et les monarchies contemporaines. Paris 1880
- Le Play et son œuvre de réforme sociale. Paris 1884
- Comment élever et établir mes enfants? Paris 1893
- Quel est le Devoir présent? - Réponse à M. Paul Desjardins. Paris 1894
- À quoi tient la supériorité des Anglo-Saxons? Paris 1897
- L'Éducation nouvelle: L'École des Roches. Paris 1898
- Comment la route crée le type social, zwei Bände, Paris 1901 und 1903
- A-t-on intérêt à s'emparer du Pouvoir? Paris 1905
- Les Français d'aujourd'hui - Les types sociaux du Midi et du Centre. Paris (ohne Datum)

| Personendaten    | Personendaten                                           |
| ---------------- | ------------------------------------------------------- |
| NAME             | Demolins, Edmond                                        |
| KURZBESCHREIBUNG | französischer Reformpädagoge, Landerziehungsheimgründer |
| GEBURTSDATUM     | 1852                                                    |
| GEBURTSORT       | Marseille                                               |
| STERBEDATUM      | 1907                                                    |
| STERBEORT        | Caen                                                    |